# Чжангун
Чжангу́н (кит. упр. 章贡, пиньинь Zhānggòng, буквально: «[реки] Чжан[шуй и] Гун[шуй]») — район городского подчинения городского округа Ганьчжоу провинции Цзянси (КНР).

## История
Ещё во времена империи Хань в 201 году до н.э. был образован уезд Ганьсянь (赣县). Во времена империи Цзинь в 282 году был создан Наньканский округ (南康郡), власти которого с 349 года разместились в этих местах. В 411 году город был уничтожен в ходе боевых действий, и власти округа переехали на восточный берег реки Гуншуй, но в эпоху Южных и Северных династий, когда эти места находились в составе империи Лян, власти округа с 552 года вновь разместились здесь.
Во времена империи Суй Наньканский округ был в 589 году переименован в Цяньчжоускую область (虔州). В 607 году Цяньчжоуская область снова стала Наньканским округом, но после смены империи Суй на империю Тан Наньканский округ был в 622 году вновь переименован в Цяньчжоускую область. В 742 году Цяньчжоуская область снова стала Наньканским округом, но уже в 758 году Наньканский округ окончательно стал Цяньчжоуской областью. Во времена империи Сун в 1153 году в связи с тем, что у иероглифа «Цянь» имеются значения «убивать, насильничать, грабить», было решено сделать название области более благозвучным, и Цяньчжоуская область была переименована в Ганьчжоускую область (赣州).
После монгольского завоевания и образования империи Юань Ганьчжоуская область стала в 1277 году Ганьчжоуским регионом (赣州路). Когда в середине XIV века разразились антимонгольские восстания, то в 1365 году эти места перешли под контроль повстанцев под руководством Чжу Юаньчжана, и «регионы» были переименованы в «управы» — так появилась Ганьчжоуская управа (赣州府). После Синьхайской революции в Китае была проведена реформа структуры административного деления, в ходе которой управы были упразднены, поэтому в 1912 году Ганьчжоуская управа была расформирована.
В 1943 году пять расположенных здесь посёлков были объединены в посёлок Ганьчжоу (赣州镇).
На завершающем этапе гражданской войны войска коммунистов заняли эти места 14 августа 1949 года. 15 августа 1949 года посёлок Ганьчжоу был выделен из уезда Ганьсянь в отдельный городской уезд Ганьчжоу.
После образования КНР в 1949 году был создан Специальный район Ганьчжоу (赣州专区), и городской уезд вошёл в его состав. В ноябре 1949 года Специальный район Ганьчжоу был расформирован, и был создан Ганьсинаньский административный район (赣西南行署区). 17 июня 1951 года был упразднён Ганьсинаньский административный район и воссоздан Специальный район Ганьчжоу. В мае 1954 года Специальный район Ганьчжоу был переименован в Ганьнаньский административный район (赣南行政区). В мае 1964 года Ганьнаньский административный район был снова переименован в Специальный район Ганьчжоу. В 1970 году Специальный район Ганьчжоу был переименован в Округ Ганьчжоу (赣州地区).
Постановлением Госсовета КНР от 24 декабря 1998 года были расформированы Округ Ганьчжоу и городской уезд Ганьчжоу, и образован городской округ Ганьчжоу; территория бывшего городского уезда Ганьчжоу стала районом Чжангун в его составе. Это постановление вступило в силу с 1 июля 1999 года.

## Административное деление
Район делится на 5 уличных комитетов и 7 посёлков.